# بيني بوينت فيليج
بيني بوينت فيليج (بالإنجليزية: Piney Point Village, Texas)‏ هي مدينة تقع بولاية تكساس في شمال شرق الولايات المتحدة. تبلغ مساحة هذه المدينة 5.5 (كم²)، وترتفع عن سطح البحر 22 م، بلغ عدد سكانها 3125 نسمة في عام 2010 حسب إحصاء مكتب تعداد الولايات المتحدة .

## التركيبة السكانية
حدّد مكتب تعداد الولايات المتحدة بيانات التركيبة السكانية لبيني بوينت فيليج في تعداد الولايات المتحدة. في ما يلي، التركيبة السكانية حسب تعدادي 2000 و2010.

### تعداد عام 2000
بلغ عدد سكان بيني بوينت فيليج 3,380 نسمة بحسب تعداد عام 2000، وبلغ عدد الأسر 1,225 أسرة وعدد العائلات 983 عائلة مقيمة في القرية. في حين سجلت الكثافة السكانية 612.3 نسمة لكل كيلومتر مربع (1,585.8/ميل2). وبلغ عدد الوحدات السكنية 1,282 وحدة بمتوسط كثافة قدره 232.2 لكل كيلومتر مربع (601.4/ميل2).
وتوزع التركيب العرقي للقرية بنسبة 89.26% من البيض و0.53% من الأمريكيين الأفارقة و0.03% من الأمريكيين الأصليين و8.40% من الأمريكيين ذوي الأصول الآسيوية و0.09% من سكان جزر المحيط الهادئ و0.44% من الأعراق الأخرى و1.24% من عرقين مختلطين أو أكثر و3.76% من الهسبانيون أو اللاتينيون من أي عرق.
بلغ عدد الأسر 1,225 أسرة كانت نسبة 37.7% منها لديها أطفال تحت سن الثامنة عشر تعيش معهم، وبلغت نسبة الأزواج القاطنين مع بعضهم البعض 75.8% من أصل المجموع الكلي للأسر، ونسبة 2.9% من الأسر كان لديها معيلات من الإناث دون وجود شريك، بينما كانت نسبة 1.5% من الأسر لديها معيلون من الذكور دون وجود شريكة وكانت نسبة 19.8% من غير العائلات. تألفت نسبة 18% من أصل جميع الأسر من عدة أفراد يعيشون في نفس المنزل ونسبة 8.3% كانت تتألف من شخص يعيش بمفرده يبلغ من العمر 65 عاماً أو أكثر. وبلغ متوسط حجم الأسرة المعيشية 2.76، أما متوسط حجم العائلات فبلغ 3.12.
بلغ العمر الوسطي للسكان 45.9 عاماً. وكانت نسبة 26.6% من القاطنين تحت سن الثامنة عشر، وكانت نسبة 4.1% بين الثامنة عشر والرابعة والعشرين عاماً، ونسبة 17% كانت واقعةً في الفئة العمرية ما بين الخامسة والعشرين والرابعة والأربعين عاماً، ونسبة 37.3% كانت ما بين الخامسة والأربعين والرابعة والستين، ونسبة 15% كانت ضمن فئة الخامسة والستين عاماً فما فوق. يوجد لكل 100 أنثى 96.5 ذكر، ويوجد لكل 100 أنثى في الثامنة عشر من عمرها فما فوق 90.8 ذكر.
بلغ متوسط دخل الأسرة في القرية 184,991 دولارًا، أما متوسط دخل العائلة فبلغ 200,001 دولارًا. وكان متوسط دخل الذكور 100,001 دولارًا مقابل 57,222 دولارًا للإناث. وسجل دخل الفرد الخاص بالقرية 97,247 دولارًا. وكانت نسبة 2.4% من العائلات ونسبة 3.7% من السكان تحت خط الفقر، وكان من هؤلاء نسبة 4% تحت سن الثامنة عشر ونسبة 3.6% في الخامسة والستين من العمر وما فوق.

### تعداد عام 2010
بلغ عدد سكان بيني بوينت فيليج 3,125 نسمة بحسب تعداد عام 2010، وبلغ عدد الأسر 1,064 أسرة وعدد العائلات 945 عائلة مقيمة في القرية. في حين سجلت الكثافة السكانية 566.1 نسمة لكل كيلومتر مربع (1,466.2/ميل2). وبلغ عدد الوحدات السكنية 1,124 وحدة بمتوسط كثافة قدره 203.6 لكل كيلومتر مربع (527.3/ميل2).
وتوزع التركيب العرقي للقرية بنسبة 85.09% من البيض و1.66% من الأمريكيين الأفارقة و0.06% من الأمريكيين الأصليين و11.01% من الأمريكيين ذوي الأصول الآسيوية و0.03% من سكان جزر المحيط الهادئ و0.42% من الأعراق الأخرى و1.73% من عرقين مختلطين أو أكثر و4.54% من الهسبانيون أو اللاتينيون من أي عرق.
بلغ عدد الأسر 1,064 أسرة كانت نسبة 36.7% منها لديها أطفال تحت سن الثامنة عشر تعيش معهم، وبلغت نسبة الأزواج القاطنين مع بعضهم البعض 83.6% من أصل المجموع الكلي للأسر، ونسبة 3.6% من الأسر كان لديها معيلات من الإناث دون وجود شريك، بينما كانت نسبة 1.7% من الأسر لديها معيلون من الذكور دون وجود شريكة وكانت نسبة 11.2% من غير العائلات. تألفت نسبة 9.8% من أصل جميع الأسر من عدة أفراد يعيشون في نفس المنزل ونسبة 6.7% كانت تتألف من شخص يعيش بمفرده يبلغ من العمر 65 عاماً أو أكثر. وبلغ متوسط حجم الأسرة المعيشية 2.94، أما متوسط حجم العائلات فبلغ 3.13.
بلغ العمر الوسطي للسكان 48.8 عاماً. وكانت نسبة 25.2% من القاطنين تحت سن الثامنة عشر، وكانت نسبة 5.7% بين الثامنة عشر والرابعة والعشرين عاماً، ونسبة 12.4% كانت واقعةً في الفئة العمرية ما بين الخامسة والعشرين والرابعة والأربعين عاماً، ونسبة 39.3% كانت ما بين الخامسة والأربعين والرابعة والستين، ونسبة 17.5% كانت ضمن فئة الخامسة والستين عاماً فما فوق. وتوزع التركيب الجنسي للسكان بنسبة 49.2% ذكور و50.8% إناث.

## وصلات خارجية
- The US50 - Cities and Towns in Texas State